# Teofânia Esclerina
Teofânia Esclerina, Teofana ou Teofano (em grego:  Θεοφανώ Σκλήραινα - "da família Esclero"; Constantinopla, 960 — Nimega, 15 de junho de 991) foi a esposa de Otão II do Sacro Império Romano-Germânico e regente de 985 a 990 em nome de seu filho, Otão III.

## Família
Otão I, imperador do ocidente, havia solicitado uma princesa para o seu filho Otão com o objetivo de selar um tratado entre o Sacro Império Romano e o Império Bizantino. A imprudente referência feita pelo papa a Nicéforo II Focas, o imperador bizantino, como "grego" numa carta durante a estadia do embaixador de Otão na corte bizantina, Liuprando de Cremona, havia destruído a primeira rodada das negociações. 
A ascensão de um novo imperador que não havia sido chamado de nada além de imperador romano permitiu que as negociações reiniciassem. Teofânia obedientemente chegou em grande estilo em 972, com uma magnífica escolta e trazendo um grande tesouro. Porém de acordo com o cronista Dietmar ela não era a virgo desiderata, a tão antecipada princesa imperial. No contrato nupcial ela é identificada como sendo a neptis (sobrinha ou neta) do imperador João I Tzimisces. 
Teofânia era, de toda forma, de uma distinta ascendência: pesquisas recentes estabeleceram que ela era filha de Sofia Focena ("da família Focas"), prima de Tzimisces e sobrinha de Nicéforo II Focas, e também do cunhado de Tzimisces (de seu primeiro casamento) Constantino Sclero.
Teofânia e Otão II foram casados pelo papa João XIII em 14 de abril de 972, na Basílica de São Pedro, e ela foi coroada no mesmo dia em Roma.

## Vida como imperatriz
Teofânia acompanhou o marido em todas as suas viagens e emitiu diplomas em seu próprio nome como "imperatriz". Sabe-se que ela frequentemente entrava em conflito com a sua sogra, Adelaide da Itália, e isso causou um afastamento entre Otão II e Adelaide. De acordo com Odilo, abade de Clúnia, Adelaide ficou muito feliz quando "aquela grega" morreu.

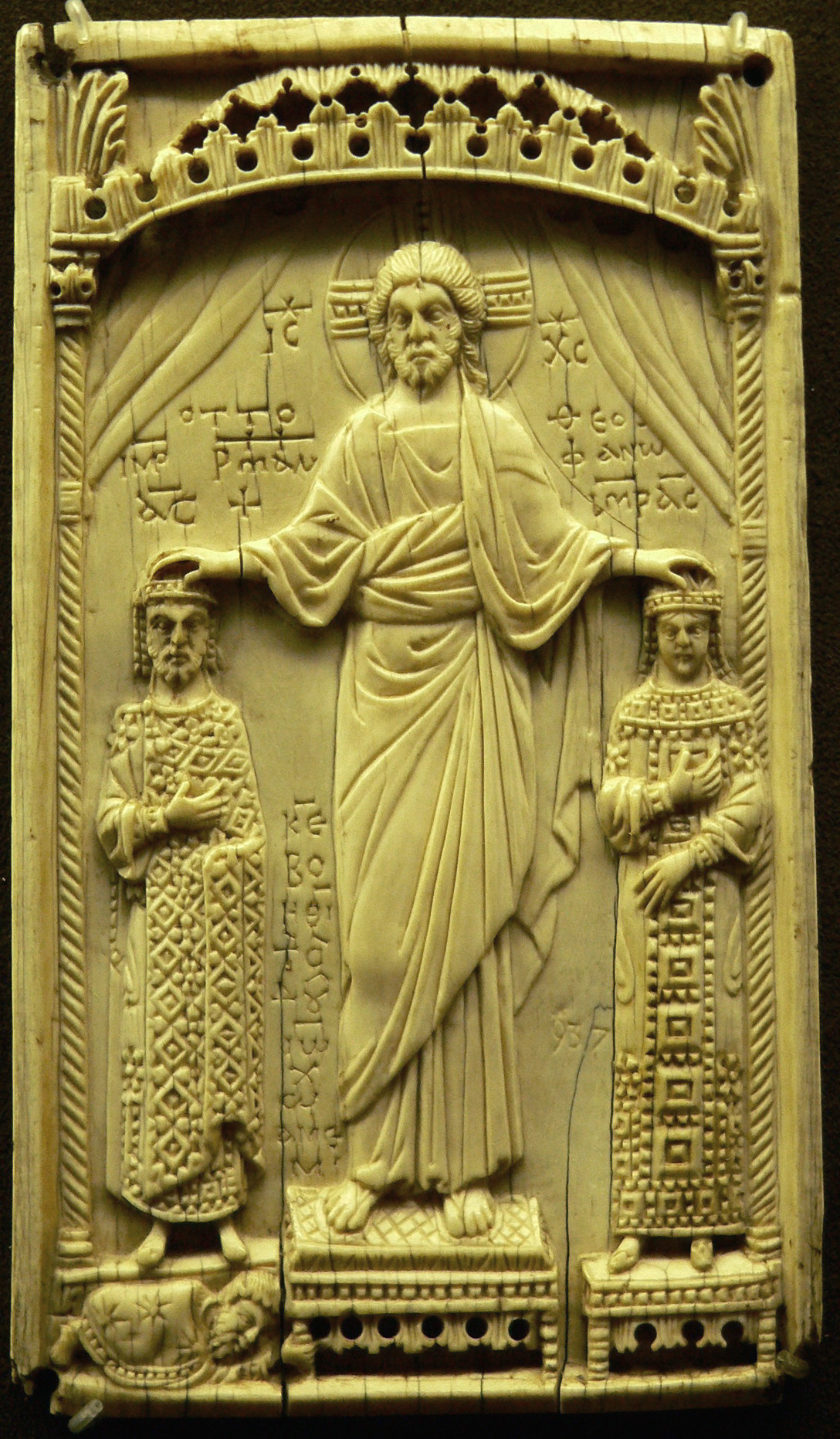
Coroação de e Teofânia.
Placa em marfim do período bizantino.

Alberto de Metz descreve Teofânia como sendo uma mulher desagradável e faladeira. Teofânia também foi criticada por sua decadência, que se manifestava em seu hábito de banhar-se uma vez por dia e na sua introdução de vestimentas e jóias de luxo na Alemanha. A ela é creditada ainda a introdução do garfo na Europa Ocidental, cronistas mencionam o espanto provocado quando ela "usou uma garra dupla de ouro para trazer o alimento para a boca" em vez de usar as mãos, como era a norma. 
O teólogo Pedro Damião chegou mesmo a afirmar que Teofânia teve um caso amoroso com João Filagato, um monge grego que reinou brevemente como Antipapa João XVI.
Otão II morreu repentinamente em 7 de dezembro de 983 e foi sepultado em Roma. No Natal do mesmo ano Teofânia fez com que seu filho, então com três anos de idade, fosse coroado como Otão III, tendo ela mesma como imperatriz regente em seu nome. Henrique II da Baviera capturou Otão III na primavera de 984, mas foi forçado a entregar a criança à sua mãe. Com a colaboração dos Willigis, arcebispo de Mogúncia, e Hildebaldo, bispo de Worms, Teofânia reinou até a sua morte em 991.
Ela foi enterrada na Igreja de São Pantaleão, em Colónia. O cronista Dietmar fez uma eulogia sobre ela nestes termos: "embora Teofânia fosse do sexo fraco, ela possuía moderação, idoneidade e boas maneiras. Desta forma, ela protegeu com vigilância masculina o poder real para seu filho, amigável com todos os que foram honestos, mas com uma grandeza terrível contra os rebeldes".
Otão III ainda era uma criança quando sua mãe morreu e sua avó, Adelaide da Itália, assumiu a regência até que ele tivesse idade suficiente para governar sozinho.

## Filhos
Seus filhos com Otão II foram: 
- Sofia I, abadessa de Gandersheim e Essen, nascida em 978 e falecida em 1039;
- Adelaide I, abadessa de Quedlimburgo, nascida em novembro ou dezembro de 977 e falecida em 1040;
- Matilda, nascida em 979 e falecida em 1025, casou com Ezzo da Lotaríngia;
- Otão III, imperador do Sacro Império Romano-Germânico, nascido em junho ou julho de 980;
- Uma filha, gêmea de Otão, que morreu antes de 8 de outubro de 980.